# Play By Numbers
Play By Numbers — четвертий неофіційний альбом шотландського електронного дуету Boards of Canada, випущений у 1994 обмеженим касетним тиражем.

## Огляд
Як і решта інших ранніх альбомів гурту, Play By Numbers був власноруч записаний учасниками гурту на аудіокасети, і розповсюджувався лише серед друзів та родичів гурту.
Альбом не перевидавався з 1994 року та не видавався офіційно; у широкому доступі в мережі інтернет опинилися лише 56-секундний фрагмент другої композиції, «Wouldn't You Like To Be Free», що був опублікований на шотландському сайті EHX у кінці 1990-х, список композицій, та обкладинка альбому.
У статті Річарда Сазерна для журналу Jockey Slut 1998 року стверджувалося, що гурт Boards of Canada на момент запису цього альбому мав трьох учасників, і що звучання альбому свідчить про вплив My Bloody Valentine, змішаний з електронікою — що збігається зі звучанням того фрагменту альбому, що можна знайти в мережі інтернет.
Назва альбому Play By Numbers (англ. «грати по цифрам») може бути відсилкою до розмальовок по цифрам (англ. «paint by numbers»), а також до математичних основ музики.
Як і з більшістю ранніх альбомів Boards of Canada, у мережі інтернет можна знайти велику кількість музики, яку видають за композиції з Play By Numbers, але за винятком фрагменту «Wouldn't You Like To Be Free», жодна з композицій з альбому не з'являлася в широкому доступі.

## Список композицій
1. «Remmy Kid» — 0:58
2. «Wouldn't You Like To Be Free» — 5:40
3. «Infinite Lines Of Colourful Sevens» — 9:18
4. «Numerator» — 4:37
5. «Echelon» — 5:48